# Corrado Antani
Corrado Antani, pseudonimo di Pietro Merlo (Rovigo, 24 agosto 1973), è uno scrittore, sceneggiatore e drammaturgo italiano.

## Biografia

### Il teatro
Nel 1994 fonda insieme a un gruppo di amici la compagnia teatrale amatoriale "Gruppo Giovani di Villamarzana". Fin dagli esordi, Merlo si occupa della realizzazione dei testi e cura la regia degli spettacoli, ma spesso sarà impegnato anche sul palcoscenico come attore. Lo scopo è raccogliere fondi per iniziative di beneficenza, in particolar modo per il locale asilo parrocchiale, ma il successo e l'apprezzamento del pubblico portano ben presto la compagnia ad esibirsi in molti teatri del Veneto e a ricevere premi e riconoscimenti. L'opera di maggior successo è la commedia in tre atti in dialetto veneto "La fortuna dee done", replicata oltre 60 volte negli anni. Il sodalizio rimane attivo fino al 2006, e in questi anni l'autore studia la sceneggiatura teatrale e la regia. Dal 2006 al 2008 crea un nuovo gruppo, formato da ragazze e ragazzi quindicenni, "I Novi Putei". Nonostante la  breve durata dell'esperienza, anche i giovani attori riescono a varcare presto i confini Polesani e a ottenere attenzione.

### La scrittura
Nel 2020, insieme all'amico d'infanzia e sodale Ettore Mascetti (nome d'arte di Nicola Surian), riprende la penna in mano e in tre anni crea una trilogia scritta a quattro mani sui misteri del Polesine. Il protagonista è un ex poliziotto, ora investigatore privato, Marco Pavan, che indaga insieme al giovane poliziotto Luciano Manfron e all'abile hacker in sedia a rotelle Caterina. 
Le Eredità del Male (Golem Edizioni, 2022)
Opera prima del duo Antani & Mascetti. Marco Pavan un tempo era un poliziotto. Uno di quelli bravi fino a quando la storia, con la S maiuscola, non si è messa di traverso sulla sua strada sotto forma della scuola Diaz e dei fatti del G8 di Genova. Costretto ad andarsene dal Corpo per avere agito secondo “coscienza” e scaricato dalla moglie, oggi è un investigatore privato senza arte né parte. In una sonnolenta e nebbiosa Rovigo, con l’incarico di vicequestore, viene trasferito il sanguigno e ambizioso Cesare Baldini: la sua non è una promozione, ma l’ultima tappa di una carriera condita da violenze e abusi. La fama di “città nella quale non succede mai niente” viene improvvisamente interrotta dall’assassinio dell’onorevole Balzan, ex parlamentare DC. L’uomo viene ucciso in casa sua in modo efferato, con molti colpi alla schiena inferti da un oggetto non identificato. Baldini, chiamato a indagare, sospetta subito di Okigbo, il vicino di casa nigeriano. Pavan che si interessa al caso per aiutare un’amica della figlia, si convince che il nigeriano non può essere l’assassino, e inizia a indagare scavando nel passato della vittima e, con l’aiuto di un giovane poliziotto e di un’abile informatica, scopre un inaspettato legame con l’ex ospedale psichiatrico delle Granzette da cui, tra mille reticenze e difficoltà legate all’età dei testimoni, emerge un quadro di orrori e crudeltà. Pavan, un tassello per volta, inizia a ricostruire le vicende ma l’epilogo è ancora lontano e, in un susseguirsi di colpi di scena, tutti i protagonisti della vicenda si troveranno ad affrontare situazioni imprevedibili e, potenzialmente, mortali.
Quella Cosa Pericolosa Chiamata Amore (Golem Edizioni, 2023)
Dal carcere di Rovigo, nel 1982, un commando di Prima Linea fa evadere tre pericolose terroriste. Dieci anni dopo, nei gorghi di Trecenta, due studenti ritrovano un barile con un corpo umano all’interno. Ai giorni nostri, Marco Pavan, ex poliziotto e investigatore privato, diviso tra i problemi familiari con l’ex moglie e la figlia Martina, si trova a indagare sul misterioso passato di un collega. Ad aiutarlo, il poliziotto Manfron e Caterina, un’abile hacker. Queste tre storie apparentemente lontane tra loro, si avviluppano in un noir incisivo e temerario, che attraversa gli anni di Piombo con personaggi potenti e indimenticabili, legati a filo doppio alla vera storia d’Italia, quella che non si insegna nelle scuole.
Il Mare Non Dimentica (Golem Edizioni, 2024)
Nel 1992, a Levante Marina, una cittadina immaginaria nel Delta del Po, viene ritrovato il corpo senza vita di Oreste Rosselli, abbandonato su una barca alla deriva, con il ventre squarciato. Il caso resta irrisolto per decenni fino a quando, ai giorni nostri, l’investigatore Marco Pavan riceve un misterioso invito per un concerto nel Delta.
Pavan si trova così catapultato in un’indagine ad altissimo rischio, che riapre ferite del passato e lo costringe a confrontarsi con i drammatici eventi del G8 di Genova, quando la sua vita cambiò per sempre.
In questa nuova sfida, può contare ancora una volta sull’aiuto di Caterina, la geniale hacker costretta su una sedia a rotelle, e sull’ingenuo ma leale poliziotto Manfron.
La situazione precipita quando Cesare Baldini, un criminale fatto condannare da Pavan ai tempi di Genova, evade dal carcere con un solo obiettivo: vendicarsi. Mentre il cerchio si stringe e i segreti di Levante Marina emergono, Marco dovrà rischiare tutto – inclusa la vita delle persone a lui più care – per scoprire la verità. E il prezzo da pagare sarà più alto di quanto avrebbe mai immaginato.
“Una scrittura che si muove al ritmo del grande fiume. È mimetica, dall’atmosfera misteriosa, greve di nebbia, di golene e di pioppeti, immersa in quel naturale ‘noir’ che è la Bassa.”    Valerio Varesi

## Riconoscimenti
- “Le eredità del male”
- finalista nella sezione “giallo classico” a Garfagnana in Giallo 2022;
- finalista al Premio Giorgione 2024; 
- secondo posto al concorso “Festival delle Parole” di Ferrara 2023 (I edizione);
- premio eccellenza per la Narrativa alla XII Concorso Letterario Internazionale "La Locanda del Doge" 2024
- “Quella cosa pericolosa chiamata amore” 
- finalista e menzione speciale per "a migliore storia noir" a Garfagnana in Giallo 2023; 
- secondo posto al concorso “Festival delle parole” di Ferrara 2024” (II edizione);
- semifinalista al Premio Giorgione 2025;
- “Il mare non dimentica”
- Vincitore del concorso “Festival delle parole” di Ferrara 2025” (III edizione);
- finalista e menzione speciale per "la migliore ricostruzione storica" a Garfagnana in Giallo 2025.

## I Racconti
2022 “Il Vernissage”, “Il deserto degli uomini”, “Insaziabile” pubblicati nell’antologia “Sette” del gruppo “Nati per Scrivere”
2023 “Fiocco Rosa” - secondo posto al contest nazionale “Tutto in una Notte”. Racconto pubblicato nell'antologia di Golem Edizioni.
2023 “Il negoziatore” - primo posto al concorso di racconti inediti organizzato dal Blog “Note di Carta”.
2023 “Nero Natale” - finalista a “Garfagnana in Giallo” nel contest “All’ultimo minuto”. 
2024 “Ciniglia Viola” – selezionato nella cinquina finalista del 53imo premio “Writers Magazine”. Il racconto è stato pubblicato nell’omonima rivista.
2024 “Una Lama nel Buio” – pubblicato nell’antologia “365” di Delos Digital.
2024 “Spiaggia Nera” – secondo posto nella sezione “racconti inediti”  a “Ceresio in Giallo” 2024 – pubblicato nell'antologia  “Delitti sul lago 4” di Fratelli Frilli Editore.
2024 "Quel Che Resta dell'Estate" - finalista al concorso "GialloLuna NeroNotte". 
2024 "Il Frassino" - secondo classificato al 55imo premio “Writers Magazine”. Il racconto è stato pubblicato nell’omonima rivista.
2025 "Il Grande Summertime" - primo posto come miglior personaggio maschile e menzione speciale come miglior racconto al concorso "Giallo Festival" di Bologna. Racconto pubblicato nell'antologia 2024 di Damster Edizioni.
2025 "Appuntamento al Buio" finalista a "Garfagnana in Giallo" - pubblicato nell'"Antologia Criminale 2025" della collana Nero di Tralerighe libri editore. 